# 교향곡 4번 (멘델스존)
《교향곡 4번 가장조 “이탈리아” 작품번호 90》는 펠릭스 멘델스존이 1831년부터 1833년 사이에 작곡한 교향곡이다. 

## 개요
1829년부터 1831년 유럽 여행을 했던 그가 이탈리아의 풍경과 분위기에 대한 인상을 바탕으로 작곡하였으며 1833년 런던의 로열 필하모닉 소사이어티의 연주회에서 작곡가 자신의 지휘로 초연되었다. 그러나 이후 멘델스존은 이 작품에 대해 마음에 들지 않는 부분을 개정하게 되는데, 두 번째, 세 번째, 네 번짹 악장은 새로이 쓰기도 했다. 멘델스존의 생전에는 이 작품이 출판된 바 없으며, 그의 사후 4년 뒤인 1851년에 초고가 아닌 개정본으로 처음 출판되었다.

## 악기 편성
플루트2, 오보에2, 클라리넷2, 바순2, 호른2, 트럼펫2, 팀파니, 현악기

## 악장 구성
다음과 같이 네 악장으로 되어 있으며, 일반적인 연주 시간은 약 28분 정도이다.
1. 알레그로 비바체 (Allegro vivace)
2. 안단테 콘 모토 (Andante con moto)
3. 콘 모토 모데라토 (Con moto moderato)
4. 살타렐로: 프레스토 (Saltarello: Presto)

소나타 형식으로 되어 있는 첫 번째 악장에는 작곡가가 나폴리에서 본 적 있는 종교 행진에 대한 인상을 d 단조로 표현한 주제가 등장한다. 세 번째 악장은 미뉴에트이며, 네 번째 악장은 로마에서 유행하던 살타렐로와 나폴리의 타란텔라 풍으로 되어 있다.